# Cuộc tấn công đội tuyển cricket quốc gia Sri Lanka tại Lahore 2009
Vụ tấn công đội cricket của Sri Lanka diễn ra vào Thứ Ba 3 tháng 3 năm 2009, theo đó một nhóm 12 tay súng tấn công chiếc xe buýt chở đội tuyển cricket quốc gia Sri Lanka gần sân vận động Gaddafi tại Lahore, Pakistan. Đội tuyển cricket đang trên đường tới thành phố Lahore để thi đấu với đội Pakistan. Ít nhất 6 cảnh sát hộ tống cùng với 2 dân thường thiệt mạng trong khi 6 cầu thủ cricket và một trợ lý huấn luyện viên bị thương. Đây là cuộc tấn công vào đội tuyển thể thao quốc gia từ sau vụ thảm sát München nhắm vào các vận động viên Israel bởi dân quân Hồi giáo năm 1972.

## Bối cảnh 2009
Pakistan đã mời đội Sri Lanka tới thi đấu sau khi đội cricket của Ấn Độ rút khỏi giải này viện dẫn các lý do về an ninh tiếp sau sự kiện ở Mumbai.

## Tấn công đẫm máu
Có khoảng 12 tay súng tham gia vào vụ này. Nhiều lựu đạn cùng súng phóng lựu đã được tìm thấy tại hiện trường. Chủ tịch Hội đồng Cricket quốc tế, ông David Morgan, rằng "khó có thể tổ chức được giải cricket quốc tế ở Pakistan trong thời gian tới".
Khoảng 10 tới 12 tay súng đã tấn công chiếc xe buýt chở các cầu thủ Sri Lanka và đoàn cảnh sát hộ tống ở khúc quanh Quảng trường Tự do thuộc trung tâm Lahore khi họ đang trên đường tới sân vận động Gaddafi thi đấu thể nghiệm với đội chủ nhà Pakistan. Khoảng 14-15 tay súng được huấn luyện bài bản đã nã đạn, bắn tên lửa và ném lựu đạn vào chiếc xe buýt. Chiếc xe vẫn tiếp tục lăn bánh khi bị tấn công và cuối cùng đã tới được sân vận động.
Trợ lý huấn luyện viên Paul Farbrace của Sri Lanka, người Anh, nói: "Có rất nhiều tiếng la hét và mọi người ngã xuống. Tôi thấy máu chảy trên người, may quá, các vết thương không sâu." Hai cầu thủ đội Sri Lanka là Thilan Samaraweera và Tharanga Paranavitana được đưa tới bệnh viện.
Tất cả các tay súng đều trốn thoát sau 15 phút đọ súng với các nhân viên an ninh hộ tống. Trong quá trình truy lùng thủ phạm, nhà chức trách đã tìm thấy một số quần áo dính máu tại một nhà trọ gần kề, nơi một số nghi phạm bị bắt.
Bằng cách tấn công một đoàn vận động viên chơi môn thể thao được nhiều người yêu thích tại Pakistan và những nơi khác ở Nam Á, các tay súng trên chắc chắn muốn quốc tế chú ý tới việc Chính phủ Pakistan không thể đảm bảo an ninh cơ bản trong khi chống lại các chiến binh liên quan tới al-Qaeda và Taliban.

## Thất bại về an ninh
Imran Khan, một chính trị gia Pakistan và cựu đội trưởng đội cricket Pakistan, cho rằng các thủ Sri Lanka không được bảo vệ đầy đủ. "Đây là một trong những thất bại an ninh tồi tệ nhất ở Pakistan". Không một kẻ tấn công nào thiệt mạng hay bị bắt giữ tại hiện trường. Nhiều lựu đạn và súng phóng rocket được tìm thấy tại đó. Pakistan đã phát lệnh truy nã các thủ phạm.
Tổng thống Sri Lanka, Mahinda Rajapakse, lên án "vụ tấn công khủng bố hèn nhát" và ra lệnh đưa các cầu thủ trở về nước nhà. Ông Rajapakse bị chỉ trích gay gắt về kết quả 6 tháng cầm quyền đầu tiên của ông, nói rằng cuộc tấn công "một lần nữa cho thấy chúng ta đang đối mặt với những thế lực xấu xa". Một máy bay đã được trưng dụng cho nhiệm vụ này. Ông Rajapakse đã quyết định rút ngắn lịch trình công du tới Nepal. Tổng thống Pakistan Asif Ali Zardari cũng lên án mạnh mẽ cuộc tấn công, và ra lệnh điều tra ngay lập tức "để xác định danh tính bọn thủ phạm và vạch trần động cơ của chúng", trích một thông báo từ văn phòng Tổng thống Zardari.
Trong khi đó, một phát ngôn viên của Bộ Ngoại giao Ấn Độ đã bày tỏ sự cảm thông và kêu gọi Pakistan hãy thực hiện "các bước quyết định, có ý nghĩa và ngay lập tức để triệt phá cơ sở hạ tầng khủng bố một lần cho mãi mãi". Tuy nhiên, một Bộ trưởng Pakistan, ông Sardar Nabil Ahmed Gabol, nói trên đài truyền hình Geo TV rằng bằng chứng cho thấy những kẻ tấn công xâm nhập qua biên giới từ phía Ấn Độ. Theo ông này, vụ tấn công là để trả đũa sự kiện ở Mumbai và là một "lời tuyên chiến của Ấn Độ nhằm vào Pakistan".

## Điều tra
Mặc dù chi tiết vụ tấn công vẫn chưa đầy đủ. Phối hợp theo từng cặp, những kẻ tấn công tại Lahore mang túi xách với đầy đủ vũ khí, nước uống, thực phẩm năng lượng cao. Đây là dấu hiệu cho thấy chúng dự định vây hãm và bắt các cầu thủ làm con tin.
Mặc dầu mục tiêu của hai cuộc tấn công là khác nhau, hai sự kiện này đều nhằm vào các mục tiêu có giá trị và thu hút sự chú ý của truyền thông quốc tế. Kiểu cách hành động cũng gợi nhớ tới cuộc tấn công của một nhóm tay súng vào quốc hội Ấn Độ mùa đông năm 2001. Các nhà chức trách Ấn Độ quy kết trách nhiệm cuộc tấn công năm đó - và cả vụ Mumbai - cho nhóm Lashkar-e-Toiba có trụ sở tại Pakistan.
Sau một thời gian chần chừ, các nhà chức trách Pakistan cũng xác nhận tuyên bố của Ấn Độ về vụ Mumbai, nói ít nhất 9 phần tử liên quan tới Lashkar-e-Toiba đã đi thuyền từ thành phố cảng Karachi tới tấn công trung tâm tài chính này của Ấn Độ. Nước này đã bắt giữ một số thủ lĩnh cấp cao của Lashkar-e-Toiba có liên quan. Vậy có khả năng Lashkar-e-Toiba đã quay lưng lại Pakistan để "san bằng tỷ số?".
Lashkar-e-Toiba là một trong số các nhóm tay súng được tin là đã được tuyển mộ, đào tạo và tài trợ bởi bộ máy an ninh Pakistan nhằm chiến đấu chống binh lính Ấn Độ ở khu vực tranh chấp Kashmir. Nhìn chung, tổ chức này được xem là tán thành các lợi ích an ninh của Pakistan trong khu vực và giới phân tích không cho rằng Lashkar-e-Toiba có ý định gây bất ổn đối với một chính phủ của Pakistan nếu như không được bật đèn xanh từ bên trong bộ máy an ninh.
Vụ tấn công ở Lahore xảy ra giữa thời điểm một chính phủ dân sự ở Pakistan đang nắm quyền sau 8 năm nước này nằm dưới sự điều hành của quân đội. Chính phủ ấy đã có một số nhượng bộ về ngoại giao trước Ấn Độ mà quân đội, vốn coi Ấn Độ như kẻ thù, có thể không thích. Bên cạnh đó, không khí hòa giải này đang dẫn tới những bất hòa về chính trị, với phe chống chính phủ tập trung ở tỉnh Punjap, nơi vụ tấn công xảy ra. Câu hỏi đặt ra là liệu có phải những phần tử "xỏ lá" bên trong bộ máy an ninh đã quyết định đảo ngược tình thế cho một chính phủ dường như đang ngày càng dễ tổn thương trước mối đe dọa từ các tay súng?
Một số người lại cho rằng nhóm Hổ Tamil ở Sri Lanka có thể liên quan tới vụ tấn công này. Phong trào Hổ Tamil đã tiến hành một cuộc nổi dậy ở những vùng thuộc miền bắc Sri Lanka từ giữa những năm 1980 và hiện đang mất dần đất về tay quân đội Sri Lanka. Trong những tuần trước vụ tấn công, Hổ Tamil đã chứng kiến nhiều thị trấn then chốt rơi về tay quân đội, khiến nhiều người đồn đoán rằng phong trào này bắt đầu tan rã. Thế nhưng, không biết chắc liệu tổ chức này có thể thực hiện một hành động ghê gớm như vụ tấn công đội cricket Sri Lanka để trỗi dậy một lần nữa. Giới phân tích cho rằng họ không hoạt động ở Pakistan trong quá khứ và không có mạng lưới, sự hậu cần cần thiết trong khu vực để phát động một cuộc tấn công kiểu này.
Bên cạnh đó, ít có khả năng họ tấn công toàn bộ đội tuyển Sri Lanka - những kẻ tấn công có ý định làm điều đó bằng cách ném lựu đạn xuống dưới xe buýt của họ - vì đội tuyển có cả các cầu thủ người Tamil.

### Ám sát
Một đối tượng nữa bị tình nghi là Taliban ở Pakistan, phong trào đã phát động một cuộc nổi dậy nhiều máu đổ ở miền tây bắc đất nước Nam Á. Tổ chức này từng bị buộc tội hoặc tự đứng ra nhận trách nhiệm về một loạt các vụ tấn công táo bạo ở Pakistan trong quá khứ. Tuy nhiên, họ chủ yếu thực hiện kiểu tấn công liều chết hoặc dùng các thiết bị nổ cải tiến được điều khiển từ xa với mục tiêu là quan chức nhà nước hoặc thành viên của các nhóm đối địch.
Al-Qaeda, từ lâu được cho là một mạng lưới bảo hộ cho hầu hết các nhóm tay súng hoạt động tại Afghanistan, Pakistan và Kashmir, dường như có một vai trò trong nhiều cuộc tấn công trước kia nhằm vào các mục tiêu cấp cao ở Pakistan, bao gồm cả giới chức nước ngoài. Nhiều nhà phân tích an ninh tình nghi vai trò của tổ chức này trong một số vụ đánh bom nhằm vào nhà hàng và các phái vụ nước ngoài ở Islamabad.
Theo giới phân tích, al-Qaeda xem một đất nước Pakistan hồi giáo là cần thiết cho các tham vọng chủ nghĩa liên Hồi của mình. Tổ chức này cũng xung đột với các chính phủ liên tiếp ở Pakistan bởi chính sách "thân phương Tây" của họ. Pakistan đã mở một cuộc điều tra cấp cao nhằm vào vụ Lahore. Tổng thống Asif Zardari cam kết thủ phạm sẽ bị bắt giữ. Nếu điều này xảy ra, đó sẽ là một điều chưa từng có tiền lệ bởi vì Pakistan chưa từng giải quyết được bất cứ một vụ nào trong hàng trăm vụ tấn công mà nước này chịu đựng kể từ hồi những năm 1980.

## Pakistan bắt giữ các nghi phạm
Vào Thứ Tư, 4 tháng 3 năm 2009, cảnh sát Pakistan đã bắt giam một số nghi phạm liên quan tới vụ tấn công. Cùng ngày, chính quyền bang Punjab đã treo thưởng 125.000 Mỹ kim cho những người giúp bắt giữ bọn khủng bố. Sĩ quan cảnh sát Haji Habibur Rehman nói, tất cả các nghi phạm trên đều không phải là các tay súng trong vụ tấn công phối hợp chặt chẽ này. Họ bị thẩm vấn với hy vọng giúp cảnh sát có thêm các manh mối.